# Chalé de ferro do Bosque Rodrigues Alves
O chalé de ferro do Bosque Rodrigues Alves é uma residência histórica localizada no município brasileiro de Belém, capital do Estado do Pará. Importado da Bélgica e montado em meados do século XIX como residência, é um dos importantes remanescentes da arquitetura de ferro do Brasil.
Originalmente se localizava na Avenida Generalíssimo Deodoro, 694, no atual bairro de Umarizal. Após restauração nos anos 1980, foi remontado no jardim botânico situado no Bosque Rodrigues Alves, na Avenida Avenida Almirante Barroso, 2305, no bairro de Marco.

## História
Durante a ascensão do Ciclo da Borracha no Pará, no início do século XX, as famílias ricas possuíam residências suburbanas, afastadas do núcleo central e urbanizado de Belém, em localidades com ocupação mais rural. O objetivo dessas residências era servir como casas de veraneio ou de lazer de final de semana. 
Em Belém, eram chamados chalés as residências com formas mais assobradadas ou de palacete. Essas residências eram largamente inspiradas em modelos europeus, e admirados pela elite da borracha. Algumas delas possuíam torres e telhados adequados ao derretimento de neve, remetendo aos chalés existentes em climas frios e montanhosos.
Contudo, os chalés de ferro são outra modalidade de construção que consistia justamente na utilização do ferro como estrutura das residências, tipificando uma inovação técnica alternativa à alvenaria e representando um dos primeiros modelos de casas pré-fabricadas.
A data de construção do Chalé de Ferro do Bosque Rodrigues Alves é desconhecida, mas acredita-se que tenha sido edificado no final da década de 1880. O chalé pertencia, a José Severino Ribeiro de Matos, que o vendeu à Sociedade Coelho & Cia. Em 1892, o senhor Antonio Coelho Moreira passou a residir na casa com a família.
Em 1904, foi vendido para a Sociedade Beneficente Portuguesa. Anos depois, nele também funcionou o Instituto Brasileiro do Café e o Instituto Hidroterápico.
Na década de 1980, estava em mau estado de conservação. Em 1985, foi então restaurado e remontado no Bosque Rodrigues Alves.
São três os chalés remanescentes deste período, que constituem os “três únicos exemplares de arquitetura residencial pré-fabricada e importada” no Brasil: Chalé de Ferro da Antiga Residência de Eugênio da Silva Gaspar, Chalé de Ferro do Bosque Rodrigues Alves e Chalé de Ferro do Campus Universitário do Guamá.

## Arquitetura
O chalé foi construído com chapas de ferro prensadas segundo o sistema Danly, patenteado em 1885: as chapas poderiam ser prensadas com relevos e decorações, ao invés de serem totalmente lisas, dando uma estética mais interessante ao material.
A planta do chalé segue um modelo de bangalô anglo-indiano, com dois andares e ampla varanda para facilitar a circulação do ar e aumentar o conforto térmico dos ocupantes. Os pisos do andar superior são de madeira e apoiados em estruturas de ferro. Em relação aos forros, aquele localizado no alpendre é de madeira, mas os forros dos cômodos internos são de ferro prensado em relevos.
Por fim, as esquadrias são de madeira e vidro, que dão um padrão mais refinado à edificação.

## Tombamento
O imóvel é protegido por tombamento em âmbito municipal (Lei Municipal nº 7.709 de 18/05/94).